# ジャック (ヌヴェール公)
ジャック・ド・クレーヴ（フランス語：Jacques de Clèves, duc de Nevers, 1544年10月1日 - 1564年9月6日）は、フランス貴族で、ヌヴェール公（在位：1563年 - 1564年）、ニヴェルネー総督およびユグノー戦争初期に軍人をつとめた。ヌヴェール公フランソワ1世とマルグリット・ド・ブルボン＝ラ・マルシュの息子で、兄フランソワ2世がドルーの戦いで受けた傷がもとで亡くなった後、跡を継いでフランスのヌヴェール公、ルテル伯およびウー伯となった。しかし、兄の保持していたシャンパーニュ総督の地位を継承することはなかった。その短い生涯の間に、一族の膨大な借金に直面したが、ヌヴェール公のこの状況により他の貴族にまで財政危機が波及することを避けるために国王が介入した。1563年にニヴェルネー総督に任命された。1564年9月9日に亡くなり、子供がいなかったため姉アンリエット・ド・ヌヴェールが跡を継いだ。アンリエットはルドヴィーコ・ゴンザーガと結婚したため、（妻の権利により）公爵位はゴンザーガ家に継承された。

## 生涯

### 生い立ち
ジャック・ド・クレーヴはヌヴェール公フランソワ1世とマルグリット・ド・ブルボン＝ラ・マルシュの息子である。父フランソワ1世はフランスで最も裕福な貴族の一人で、シャンパーニュ南端のヌヴェール公領を領有し、その後シャンパーニュ内部にもルテル伯領、エルヴィ＝ル＝シャステル男爵領、サン＝フロランタン子爵領、イール侯爵領を領有した。また、母親を通じてブルボン＝ヴァンドーム家とつながりがあり、叔父にはナバラ王アントワーヌおよびコンデ公ルイ1世がいた。
1558年、ジャックはブイヨン公ロベール4世・ド・ラ・マルクとフランソワーズ・ド・ブレゼの三女ディアーヌ・ド・ラ・マルクと結婚したが、1564年にジャックが早世するまで二人の間には子供は生まれなかった。マルク家はこの時代にプロテスタントとして有名であり、スダン公領がプロテスタントの拠点となった。クレーヴ＝ヌヴェール公家の男系はジャックの死をもって途絶えることになる。
父の死後、ジャックはジョクール男爵、エルヴィ男爵、シャウルス男爵、ヴィルマウール男爵、マレイユ男爵およびイール侯となった。また、ボーフォール伯領も獲得した。一方、兄フランソワ2世はヌヴェール公となった。

### シャルル9世の治世

#### 軍司令官として
1561年初めに父フランソワ1世が亡くなり、ジャックは父の軍事指揮権を引き継いだ。
1562年に第一次ユグノー戦争が勃発すると、兄フランソワ2世は当初プロテスタントの信仰にひかれ、コンデ公ルイ1世にプロテスタント軍に加わると約束した。しかし、ジャックは約束を裏切り、王室に忠義を貫くこととなった。兄と同様に、ジャックも一時期プロテスタントの信仰にひかれていたが、その思いは妻を通しブイヨン公との関係によってさらに強まった。
兄フランソワ2世は、ドルーでの第一次ユグノー戦争の決戦となる戦いで戦うことになる。戦闘中にフランソワ2世は負傷し、1563年1月10日に死去した。ジャックは兄の死により、1560年3月の遺領分割の際、分割不可として兄に与えられていた父の遺領の重要な部分を兄より継承した。これには、一族が主権を持つ領地も含まれていた。その後、ジャックは当初分割により得ていた称号の一部を姉のアンリエットに与えた。しかし、1545年以来クレーヴ家が保持していたシャンパーニュ総督職をジャックは継承せず、総督職はギーズ公家に移った。これはその地域で影響力を持つ人物を総督のポストに据える例に倣ったものであった。

#### 財政状況
シャルル9世はジャックの死の直前の1563年1月初旬に、ジャックに対し借金返済のために一族の領地の売却を開始する許可を与えた。ジャックの死によりこれは遅れることになるが、借金軽減の過程はその後数か月にわたってジャックの後継者の下で継続されることとなった。王室は、クレーヴ家の財政状況が解決されなければ、他の債権者も窮地に陥り、貴族の間でさらなる財政破綻が引き起こされるのではないかと懸念した。これはひいては王国の平和を危険にさらす可能性があると考えられた。
ヌヴェール公となったジャックは、公爵家の評議会（パリ議会議長ピエール・セギエやニヴェルネー議会議員フランソワ・デュ・ポントなどの人物を含む）に、前公爵のもとで負った巨額の負債を処理する任務を与えた。これを支援するために、母方の叔父であるブルボン枢機卿シャルル1世・ド・ブルボンとコンデ公がジャックに代わって国王に嘆願書を提出し、ヌヴェール公が負った多額の負債を明らかにした。実際に、クルーゼによるとこの時点でヌヴェール公の借金は合計49万3000リーブルに達していたという。

#### ニヴェルネー総督として
ニヴェルネー地方は主にクレーヴ家（1505年に初めて中将職を獲得）が支配しており、1563年6月15日にジャックが総督とされるまでは総督は存在しなかった。
1564年5月、王室枢密院はジャックを借金から守るためにさらなる措置を講じ、ジャックの会計院に解決策の検討を開始するよう求めた。フランス王の母カトリーヌ・ド・メディシスは、この取り組みを主導することになっていた公爵の評議員の2人（ピエール・セギエとシャルル・ラモワニョン）に手紙を書いた。カトリーヌ・ド・メディシスはジャックとブルボン枢機卿の要請に応じて介入していると評議員らに告げた。評議員らはヌヴェール公の借金を管理し、支払い能力を回復させるために必要な清算業務を監督することになる。この2人の国王の代理人とヌヴェール公の間には摩擦があり、代理人らは公爵家の評議会が自分たちが監督していた債務管理業務に関与しようとしていると不満を漏らした。代理人らは、アスプレモン、ブリオスト、レッソンを含むヌヴェール公の領土の譲渡を計画した。買い手の候補者は代理人らのもとに直接来ることになっていた。ジャックとしては、ボーの統治権を譲渡する用意があった しかし、ジャックの死はこの計画に支障をきたすことになる。

#### 死
ジャックは1564年9月6日に亡くなり、ジャックのしとともにクレーヴ家の男系も断絶した。
ユグノー戦争が始まって以降、クレーヴ家の財政状況は悪化の一途をたどっており、男系の断絶によりその状況はさらに加速し、その後まもなく一族は破産の危機に瀕することとなった。

#### 相続
ジャックの死により、姉のアンリエット・ド・ヌヴェールの求婚者は増加した。最終的にルドヴィーコ・ゴンザーガがアンリエットと結婚し、妻の権利によりヌヴェール公となった。ジャックの死後に残された遺領の一部は、1566年3月1日にフランス王が継承した。アンリエットは遺領の大部分を維持したが、姉のカトリーヌ・ド・クレーヴがウー伯領（1年間で約2万8000リーヴル相当）を受け取り、マリー・ド・クレーヴはウー伯領内のいくつかの男爵領およびイル・ド・フランスの領地を相続した。
ルドヴィーコ・ゴンザーガが公位を継承した後、クレーヴ家の保持していたシャンパーニュ総督領がヌヴェール公に返還されることはなかった。国王はギーズ公の権力を低下させたかったが、それは不可能であった。1569年、ルドヴィーコ・ゴンザーガはジャックが保持していたニヴェルネーの統治権を与えられた。